# ラファエル・イバネス
ラファエル・イバネス（Raphaël Ibañez、1973年2月17日 - ）はフランス、ダクス生まれのラグビー選手。USダクス、USAペルピニャン、カストル・オランピック、サラセンズ（イングランド）を経て、現在、フッカーとしてイングランドプレミアシップのクラブ、ロンドン・ワスプスでプレーしている。愛称はラファ。
1996年からフランス代表でも活躍しており、何度かキャプテンも務めた（初キャプテンは1998年）。2003年に代表引退を表明したが、2005年に代表に復帰し、ファビアン・プルースに代わってキャプテンを務めている。
フランス代表に最年少で選ばれた記録を持つクロード・ドゥルトゥの娘と結婚し、その息子リシャール・ドゥルトゥ、同じくクロード・ドゥルトゥの娘婿にあたるオリヴィエ・マーニュと義兄弟である。

## キャリア

### クラブ
- 1994-1998　USダクス（Union sportive dacquoise）
- 1998-2000　USAペルピニャン（Union sportive arlequins perpignanais）
- 2000-2003　カストル・オランピック
- 2003-2005　サラセンズ
- 2005-      ロンドン・ワスプス

ヨーロッパ大会への出場（当時の所属チーム）：
- 1996-1997 : ハイネケンカップ（ダクス）
- 1997-1998 : 欧州チャレンジカップ（ダクス）
- 1998-1999 : ハイネケンカップ（ペルピニャン）
- 1999-2000 : 欧州チャレンジカップ（ペルピニャン）
- 2000-2001, 2001-2002 : ハイネケンカップ（カストル）
- 2002-2003 : ヨーロピアン・シールドと欧州チャレンジカップ（カストル）
- 2003-2004, 2004-2005 : 欧州チャレンジカップ（サラセンズ）
- 2005-2006 : Powergen cup（イングランド－ウェールズカップ）（ロンドン・ワスプス）
- 2006-2007 : ハイネケンカップ（ロンドン・ワスプス）

### フランス代表
1996年3月16日のウェールズ戦で初セレクション。
ラグビーワールドカップ1999に決勝を含めて6戦、ラグビーワールドカップ2003に3位決定戦を含めて6戦出場している。

## タイトル

### クラブ
- 2003年、カストル・オランピックでヨーロピアン・シールド優勝。
- 2006年、ロンドン・ワスプスでイングランド－ウェールズカップ優勝。
- 2007年、ロンドン・ワスプスでハイネケンカップ優勝。

### フランス代表
- 98セレクション（フッカーとしては世界最多セレクション数）。
- 38回、キャプテンを務める。
- 8トライ、40得点。
- 年ごとのセレクション：1(1996), 5(1997), 9(1998)（キャプテン）, 15(1999)（キャプテン）, 6(2000), 11(2001), 11(2002), 14(2003), 2(2005), 9(2006), 15(2007)。
- シックスネイションズ：1998, 1999, 2000, 2001, 2002, 2003, 2006, 2007。
  - グランドスラム（全勝優勝）：1998, 2002。
  - 優勝：2006, 2007。
- ラテンカップ優勝：1997。

### ワールドカップ
- 1999年、準優勝：6セレクション（カナダ、ナミビア、フィジー、アルゼンチン、ニュージーランド、オーストラリア）。
- 2003年：6セレクション（フィジー、日本、スコットランド、アイルランド、イングランド、ニュージーランド）。
- 2007年：6セレクション（アルゼンチン、ナミビア、イングランド、ニュージーランド、イングランド、アルゼンチン（三位決定戦））。